# Cautaeschra
Cautaeschra är ett släkte av fjärilar. Cautaeschra ingår i familjen nattflyn.
Kladogram enligt Catalogue of Life:
| Cautaeschra | \| \| Cautaeschra flavescens \| \| \| \| \| \| Cautaeschra ustipennis \| \| \| \| |
|             | \| \| Cautaeschra flavescens \| \| \| \| \| \| Cautaeschra ustipennis \| \| \| \| |
|             | Cautaeschra flavescens                                                            |
|             |                                                                                   |
|             | Cautaeschra ustipennis                                                            |
|             |                                                                                   |